# Landtagswahlkreis Ulm
Der Wahlkreis Ulm (Wahlkreis 64) ist ein Landtagswahlkreis im Osten von Baden-Württemberg. Er umfasst den Stadtkreis Ulm sowie die umliegenden Gemeinden Balzheim, Blaustein, Dietenheim, Erbach, Hüttisheim, Illerkirchberg, Illerrieden, Schnürpflingen und Staig aus dem Alb-Donau-Kreis. Wahlberechtigt waren bei der Landtagswahl im Jahr 2021 120.233 Einwohner des Wahlkreises.
Die Grenzen der Landtagswahlkreise wurden nach der Kreisgebietsreform von 1973 zur Landtagswahl 1976 grundlegend neu zugeschnitten und seitdem nur punktuell geändert. Änderungen, die den Wahlkreis Ulm betrafen, gab es seitdem keine.

## Wahl 2021
Die Landtagswahl 2021 hatte folgendes Ergebnis:
| Direktkandidat        | Partei               | Stimmen in % | Landtagswahl 2016 Stimmen in % |
| --------------------- | -------------------- | ------------ | ------------------------------ |
| Michael Joukov        | Grüne                | 36,5         | 33,0                           |
| Thomas Kienle         | CDU                  | 22,9         | 25,2                           |
| Eugen Ciresa          | AfD                  | 7,4          | 13,0                           |
| Martin Rivoir         | SPD                  | 13,1         | 14,7                           |
| Leon Genelin          | FDP                  | 7,8          | 7,3                            |
| Mustafa Süslü         | DIE LINKE            | 4,3          | 2,9                            |
| Karl-Heinz Schweigert | ödp                  | 0,7          | 0,7                            |
| Falk Hirschel         | Piratenpartei        | 1,1          | –                              |
| Christiane Säubert    | Freie Wähler         | 2,5          | –                              |
| Sascha Heuel          | dieBasis             | 1,2          | –                              |
| Dominic Bartl         | KlimalisteBW         | 1,1          | –                              |
| Udo Schmidtke         | Gesundheitsforschung | 0,4          | –                              |
| Christine Quickmann   | WiR2020              | 0,5          | –                              |
| Kasimir Romer         | Volt                 | 0,5          | –                              |
| –                     | Sonstige             | –            | 3,2                            |

## Wahl 2016
Die Landtagswahl 2016 hatte folgendes Ergebnis:
| Direktkandidat      | Partei    | Stimmen in % | Landtagswahl 2011 Stimmen in % |
| ------------------- | --------- | ------------ | ------------------------------ |
| Jürgen Filius       | GRÜNE     | 33,0         | 24,7                           |
| Thomas Kienle       | CDU       | 25,2         | 38,6                           |
| Martin Rivoir       | SPD       | 14,7         | 23,9                           |
| Alexander Kulitz    | FDP       | 7,3          | 4,1                            |
| Uwe Peiker          | DIE LINKE | 2,9          | 2,9                            |
| Falk-Peter Hirschel | PIRATEN   | 1,0          | 2,5                            |
| Eugen Ciresa        | AfD       | 12,9         | –                              |
| Christian Vogt      | ALFA      | 0,9          | –                              |
| Rosemarie Walter    | NPD       | 0,3          | 0,8                            |
| Sven Peters         | REP       | 0,2          | 0,8                            |
| Gerhard Neuberger   | PARTEI    | 0,7          | –                              |
| Ulrich Neuer        | ödp       | 0,7          | 0,6                            |
| –                   | Sonstige  | –            | –                              |

## Wahl 2011
Die Landtagswahl 2011 hatte folgendes Ergebnis:
| Direktkandidat   | Partei        | Stimmen in % | Landtagswahl 2006 Stimmen in % | Landtagswahl 2001 Stimmen in % |
| ---------------- | ------------- | ------------ | ------------------------------ | ------------------------------ |
| Monika Stolz     | CDU           | 38,6         | 44,8                           | 44,6                           |
| Jürgen Filius    | GRÜNE         | 24,7         | 17,5                           | 10,3                           |
| Martin Rivoir    | SPD           | 23,9         | 24,4                           | 34,0                           |
| Frank Berger     | FDP           | 04,1         | 07,9                           | 05,9                           |
| Uwe Peiker       | DIE LINKE     | 02,9         | WASG: 3,3                      | –                              |
| Carsten Lenz     | PIRATEN       | 02,5         | –                              | –                              |
| Markus Fries     | NPD           | 00,8         | 00,9                           | –                              |
| Armin Ernst      | REP           | 00,8         | 01,6                           | 03,7                           |
| Mario Böhme      | AUF           | 00,6         | –                              | –                              |
| Sarah Nehring    | ödp           | 00,6         | 00,6                           | 00,5                           |
| Simon Beißwenger | DIE VIOLETTEN | 00,5         | –                              | –                              |
| –                | Sonstige      | –            | –                              | 01,0                           |

## Abgeordnete seit 1976
Bei den Landtagswahlen in Baden-Württemberg hat jeder Wähler nur eine Stimme, mit der sowohl der Direktkandidat als auch die Gesamtzahl der Sitze einer Partei im Landtag ermittelt werden. Dabei gibt es keine Landes- oder Bezirkslisten, stattdessen werden zur Herstellung des Verhältnisausgleichs unterlegenen Wahlkreisbewerbern Zweitmandate zugeteilt.
Den Wahlkreis Ulm vertraten seit 1976 folgende Abgeordnete im Landtag:
| Partei | Art des Mandats | Gewählte                                                                                               |
| ------ | --------------- | --- |
| CDU    | Erstmandat      | Ernst Ludwig 1976, 1980 Karl Göbel 1984, 1988, 1992, 1996 Monika Stolz 2001, 2006, 2011                |
| GRÜNE  | Erstmandat      | Jürgen Filius 2016 Michael Joukov 2021                                                                 |
| GRÜNE  | Zweitmandat     | Thomas Oelmayer 1996, 2001, 2006 Jürgen Filius 2011                                                    |
| SPD    | Zweitmandat     | Rolf Dick 1976 Eberhard Lorenz 1980, 1984, 1988, 1992, 1996 Martin Rivoir 2001, 2006, 2011, 2016, 2021 |